# Wolf Harro
Wolf Harro (eigentlich Wolfgang Richard Schwarzer; * 7. Februar 1910 in Oberschöneweide; † 4. November 1953 in München) war ein deutscher Filmschauspieler.

## Leben und Wirken
Harro war ein Sohn des Lehrers Fedor Schwarzer und dessen Frau Martha, geb. Kubis. Über seine Ausbildung ist derzeit nichts bekannt. Bis er zum Film stieß, hatte er offensichtlich kein einziges Festengagement am Theater erhalten. Auch in seinen späteren Jahren sind feste Verpflichtungen an deutschen Bühnen nicht feststellbar. Für knapp zwei Jahrzehnte war er hingegen eine feste Größe im deutschen Film, wo er allerdings zumeist nur mehr oder weniger kleine Chargenrollen erhielt. Man sah Wolf Harro zunächst als Förster-Anwärter, später auch als Nachwuchsoffizier, Zollbeamter und Kleinganove wie auch als Polizist. Nach dem Zweiten Weltkrieg ließ er sich in München nieder und wirkte dort weiterhin in Filmen mit. Zuletzt im Forsthaus Oberdill in Percha wohnhaft, starb er 1953 im Alter von nur 43 Jahren in der Medizinischen Klinik der Universität München.

## Filmografie
- 1934: Grüß’ mir die Lore noch einmal
- 1934: Hermine und die sieben Aufrechten
- 1935: Schwarze Rosen
- 1936: Der Favorit der Kaiserin
- 1937: Die gelbe Flagge
- 1943/44: Eine kleine Sommermelodie (UA: 1982)
- 1944: Jetzt erst recht! (Mittellanger Halbdokumentarfilm)
- 1945: Das alte Lied
- 1945: Das Leben geht weiter (unvollendet)
- 1949: Amico
- 1949: Liebe 47
- 1949: 12 Herzen für Charly
- 1950: Zwei in einem Anzug
- 1950: Vom Teufel gejagt
- 1950: Falschmünzer am Werk
- 1950: Die Sterne lügen nicht
- 1950: Herzen im Sturm (Co-Drehbuch)
- 1951: Die Tat des Anderen
- 1952: Mönche, Mädchen und Panduren
- 1952: Skandal im Mädchenpensionat
- 1953: Die vertagte Hochzeitsnacht
- 1953: Die Nacht ohne Moral